# خاره‌چسب دریاچه
خاره‌چسب دریاچه (نام علمی: Acroloxus lacustris) نام یک گونه از سرده خاره‌چسب رودخانه است.